# Сант'Арпино
Сант'Арпѝно (на италиански: Sant'Arpino; на неаполитански: Sandarpin', Сандарпинъ) е град и община в Южна Италия, провинция Казерта, регион Кампания. Разположен е на 43 m надморска височина. Населението на общината е 14 267 души (към 2010 г.).